# Yemenia

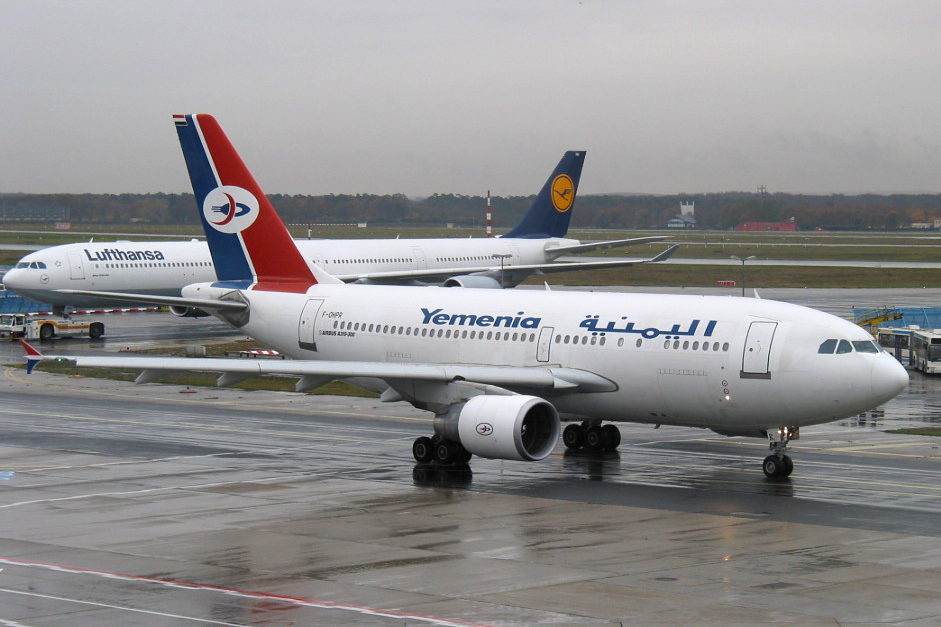
Chiếc Airbus A310 của Yemenia ở Sân bay Frankfurt

Yemenia - Yemen Airways (tiếng Ả Rập: الخطوط الجوية اليمنية) là hãng hàng không quốc gia của Yemen, trụ sở ở Sana'a. Hãng này cung cấp các tuyến bay thường lệ nội địa và quốc tế đến hơn 30 điểm đến ở châu Phi, Trung Đông, châu Âu và châu Á. Căn cứ hoạt động chính của hãng này ở Sân bay quốc tế Sana'a (SAH), với trung tâm ở Sân bay quốc tế Aden (ADE).
Yemenia là thành viên của Tổ chức các hãng hàng không Ả Rập.
Hãng này được lập ngày 4 tháng 8 năm 1961 với tên Yemen Airlines và bắt đầu hoạt động năm 1962. Hãng đã được tổ chức lại và được đổi tên thành Yemen Airways năm 1972, sau khi bị quốc hữu hoá. Tên gọi Yemenia đã được dùng ngày 1 tháng 7 năm 1978, sau một thoả thuận chung đầu năm 1977 về một hãng hàng không mới giữa chính phủ Cộng hoà Ả Rập Yemen, ngày nay là Cộng hoà Yemen, và Ả Rập Xê Út. Chính phủ Yemen sở hữu 51%, chính phủ Ả Rập Xê Út sở hữu 49%.
Năm 2001, một trận hoả hoạn thiêu cháy trụ sở Yemenia ở San'a.
Năm 2016,Sân bay quốc tế Sana'a đã bị sự cố trong lúc Chiến tranh Yemen, nên hãng Yemenia phải đóng cửa toàn bộ chuyến bay

## Tai nạn và sự cố
- Ngày 26 tháng 6 năm 2000, 7O-ACQ, một chiếc Boeing 737-200, đã gặp sự cố khi hạ cánh ở Sân bay quốc tế Khartoum, Khartoum, Sudan, không có thương vong.[3][4]
- Ngày 21 tháng 1 năm 2001, chuyến bay IY448, chiếc Boeing 727-200 đã bị không tặc tại Sân bay quốc tế Djibouti-Ambouli, Thành phố Djibouti, Djibouti, không có thương vong.[3][5]
- Ngày 1 tháng 8 năm 2001, 7O-ACW, một chiếc Boeing 727-200 gặp sự cố trượt đường băng tại Sân bay quốc tế Asmara, Asmara, Eritrea, không có thương vong, máy bay bị loại bỏ.[3][6]
- Ngày 30 tháng 6 năm 2009, 7O-ADJ, chuyến bay IY626, một chiếc Airbus A310,[7] đã rơi ở quần đảo Comoros, Ấn Độ Dương, chỉ có một cô gái 14 tuổi sống sót.[3][3][8][9][10][11][12][13]

## Thoả thuận chia chỗ
Yemenia có thoả thuận chia chỗ với các hãng sau:
- EgyptAir
- Felix Airways
- Etihad Airways
- Kuwait Airways
- Middle East Airlines
- Qatar Airways
- Royal Jordanian Airlines
- Saudi Arabian Airlines
- Syrian Air

## Đội tàu bay
Đội tàu bay của Yemenia gồm các máy bay sau (thời điểm ngày 21 tháng 10 năm 2008):